# Armadillosuchus arrudai
Armadillosuchus arrudai är en utdöd art tillhörande gruppen Crocodylomorpha, vars enda kvarvarande medlemmar i dag är krokodildjuren. 
Paleontologer har hittat fossil av djuret i Bauru-sänkan i delstaten Sao Paulo i Brasilien och det uppskattas att djuret levde i området för cirka 90 miljoner år sedan (sen krita). Djuret kunde bli upp mot 2 meter lång och väga 120 kilogram och var tungt bepansrad och hade den speciella egenskapen att kunna tugga på ett sätt som påminner om däggdjurs.